# Achernar
Achernar /ˈeɪkərnɑːr/ là tên của thành phần đầu (hay 'A') của hệ thống đôi đặt cho Alpha Eridani (α Eridani, viết tắt Alf Eri, α Eri), tiếng Trung là Sao Thủy Lâu là ngôi sao sáng nhất của chòm sao Ba Giang và là ngôi sao sáng thứ 10 ở bầu trời đêm. Achernar thực tế bao gồm 2 ngôi sao là Alpha Eridani A (sao chủ) Achernar B (sao thứ). Như được xác định bởi vệ tinh thiên đo sao Hipparcos,, khoảng cách của nó đến Mặt Trời là 139 năm ánh sáng (43 pc). 
 Apha Eridani A là ngôi sao xanh nhất và nóng nhất do nó được xếp hạng sao B. Do quay quanh trục rất nhanh nên nó có hình elip